# 伊斯哈克·拉扎科夫
伊斯哈克·拉扎科维奇·拉扎科夫，（俄语：Исхак Раззакович Разза́ков，1910年10月12日（格里历：10月25日）—1979年3月19日），吉尔吉斯族，苏联党和国家领导人。1950年至1961年曾任吉共中央第一书记。

## 生平
- 1910年10月12日（格里历：10月25日）出生于沙俄费尔干纳州呼罗珊村的一户矿工家庭。幼年父母双亡，在列宁纳巴德的一家孤儿院长大。
- 1931年，毕业于塔什干师范学院，担任教师。后进入苏联计划委员会工作。
- 1931年-1936年，莫斯科计划经济学院学习。
- 1936年-1939年，乌兹别克苏维埃社会主义共和国计划委员会燃料部主任，兼任费尔干纳州计划委员会主任。
- 1939年-1940年，乌兹别克苏维埃社会主义共和国计划委员会主席。1940年加入联共（布）。
- 1940年-1944年，乌兹别克苏维埃社会主义共和国人民委员会副主席。
- 1941年-1944年，乌兹别克苏维埃社会主义共和国教育人民委员。
- 1944年-1945年，乌共（布）中央书记处书记。
- 1945年11月-1950年7月，吉尔吉斯苏维埃社会主义共和国部长会议主席。
- 1950年7月-1961年5月，吉共中央第一书记。1961年因重大领导失误遭到免职处分。
- 1961年5月-1962年，苏联国家计划委员会委员。
- 1962年-1965年，苏联部长会议下属国家科学和经济委员会主任。
- 1965年-1967年，苏联国家计划委员会主任。
- 1967年起退休。
- 1979年3月19日于莫斯科逝世，享年68岁。葬于孔策沃公墓。2000年改葬于比什凯克阿拉阿尔查公墓。

拉扎科夫是苏共19-21大代表，第19-21届中央委员；第2-5届苏联最高苏维埃联盟院代表。

## 荣誉
- 四次列宁勋章
- 劳动红旗勋章
- 红星勋章
- 一级卫国战争勋章
- 劳动英勇奖章
- 吉尔吉斯斯坦共和国英雄称号（2010年追授）

## 纪念
- 1992年起，比什凯克的吉尔吉斯斯坦国立技术大学以拉扎科夫命名。
- 2015年，吉尔吉斯斯坦政府下令拍摄一部历史性电影，以纪念拉扎科夫。